# تشان تشان (مغنية)
تشان تشان (بالبورمية: ချမ်းချမ်း)‏ هي مغنية ميانمارية، ولدت في 1987 في يانغون في ميانمار.